# Закон про громадянство Естонії
Закон про громадянство Естонської Республіки (ест. kodakondsuse seadus) — закон Естонської Республіки, що установлює правила процедури набуття, відновлення та втрати громадянства Естонської Республіки. Закон був ухвалений 19 січня 1995 року та набрав чинності 1 квітня того ж року.

## Визначення громадянства
Згідно із Законом про громадянства Естонської Республіки, громадянином Естонської Республіки є особа, що на момент набрання чинності Закону отримала громадянство, або особа, що отримала або відновила громадянство Естонії. Громадянин Естонської Республіки не може бути водночас громадянином іншої держави (мати подвійне або множинне громадянство), за винятком таких випадків:
1. Особа є неповнолітньою; за три роки після досягнення повноліття особа повинна відмовитися від громадянства Естонії або громадянства іншої держави.
2. Особа отримала міжнародний захист від Естонської Республіки або від іншої держави — члена Європейського Союзу у зв'язку з політичною ситуацією у своїй країні.

Особа, що отримала або відновила громадянство, дістає посвідчення громадянина Естонії.

## Набуття, відновлення та втрата громадянства
Громадянство Естонської Республіки може бути:
- отримане при народженні;
- отримане шляхом натуралізації;
- повернено особі, що втратила громадянство як неповнолітня;
- втрачене після відмови від нього, його позбавлення або отримання громадянства іншої держави.

## Критерії надання громадянства
Особа-іноземець, що бажає отримати громадянство Естонської Республіки, повинна:
- досягти віку 15 років;
- мати дозвіл на постійне проживання у Естонії;
- проживати щонайменше 8 років у Естонії до дати подачі заяви на отримання громадянства Естонії;
- мати зареєстроване місце проживання в Естонії;
- володіти естонською мовою на рівні B1, як того вимагає Закон про мову Естонії;
- бути ознайомленою з Конституцією Естонії та Законом про громадянство Естонії;
- мати легальний стабільний дохід;
- бути лояльним до Естонії;
- скласти присягу: «Подаючи заявку на отримання громадянства Естонії, я обіцяю бути вірним конституційному порядку Естонії».